# Гун-цзун (династия Сун)
Гун-цзун (кит. 恭宗, личное имя — Чжао Сянь (кит. 趙顯); 1271 — 1323) — 7-й китайский император империи Южная Сун (16-й император династии Сун; 1274—1276), посмертное имя — Сяо Гун-хуанди (кит. 孝恭皇帝).

## Недолгое царствование
Чжао Сянь родился 2 ноября 1271 года. 12 августа 1274 года скончался его отец, молодой император Ду-цзун, правивший с 1264 года, который оставил после себя троих малолетних сыновей. Хотя Сянь был вторым по старшинству, но он был сыном законной жены Ду-цзуна, а его старший единокровный брат был рождён наложницей, поэтому новым императором стал именно Сянь, получивший храмовое имя «Гун-цзун». Реальная политическая власть находилась в руках его бабки — вдовствующей императрицы Се.
В это время Южная Сун вела войну с монголами. В конце 1274 года все монгольские войска были объединены под командованием Баяна, и стали неумолимо продвигаться вглубь сунской территории. Попытавшаяся его остановить южносунская армия была в начале 1275 года полностью разгромлена в сражении при Уху, после чего Баян, оставляя по пути отряды для осады укреплённых городов, двинулся на южносунскую столицу Линьань. Старая и больная Се уже была больше озабочена спасением не столько страны, сколько династии. Выдвинувшийся к тому времени на главные роли в сунской администрации Вэнь Тяньсян предложил вывезти императорскую семью из города и отправить её в более безопасное убежище где-нибудь в южных районах страны. Императрица согласилась с мнением приближённых лишь тогда, когда к городу подошли войска Баяна. Братьев императора вывезли на юг, но сама правительница и император задержались, чтобы воодушевить местное население. 23 декабря 1275 года она отправила к Баяну посла, пытаясь убедить его прекратить военные действия и обещая взамен выплачивать дань. Однако монгольский командующий, ссылаясь на вероломство, проявленное сунским двором, задержавшим Хао Цзина и убившим одного из послов Хубилая, отправил китайское посольство обратно. 11 января 1276 года сунский двор сделал более привлекательное предложение: империя обязалась выплачивать ежегодную дань в 250 тысяч монет серебром и 250 тысяч отрезов шёлка. Однако Баян не соблазнился и этим. Лишь в конце января, после того, как сунский император признал себя подданным Хубилая, Баян согласился на переговоры. После нескольких безуспешных встреч между представителями обеих сторон вдовствующая императрица передала Баяну печать династии Сун.

## Под властью монголов
Когда сунский император лично явился к Баяну, чтобы изъявить свою покорность новым хозяевам города, монгольский полководец принял его со всей возможной любезностью, отметив, что в результате капитуляции «Юг и Север стали одной семьёй». Было приказано оказывать сунской императорской семье уважение, монгольским воинам было запрещено грабить усыпальницы сунских императоров и разворовывать их сокровищницы. Затем Баян вместе с императором и вдовствующей императрицей отправился на север ко двору Хубилая в Шанду.
Хубилай пожаловал низложенному императору титул «князь Ин» (кит. 瀛國公) и выделил ему резиденцию в Ханбалыке. В октябре 1288 года Хубилай издал эдикт, согласно которому князь Ин должен был переехать в Тибет (возможно, монголы желали удалить последнего живого представителя династии Сун с китайской территории, чтобы его не могли использовать сторонники восстановления китайской государственности). В декабре 1288 года князь Ин был переведён из Досыма (на территории современного Хайнань-Тибетского автономного округа провинции Цинхай) в Усыцзан (на территории собственно Тибета). В 1296 году он принял монашество, и поселился в монастыре Сакья, где был известен как «учитель Мубо» (кит. 木波講師). Позднее он занимался переводом буддийских текстов между китайским и тибетским языками, подписываясь как «Хэцзун» (кит. 合尊).
Согласно монастырским записям, в апреле 1323 года 52-летний князь Ин получил императорское повеление покончить жизнь самоубийством в Хэси. Позднее историки времён династии Мин утверждали, что этот приказ был отдан потому, что императору Ин-цзуну не понравились написанные князем Ин стихи.